# 于兆龍
于兆龍（1898年—1963年12月），字瑞圖。山東濱縣人，陸軍大學特別班第七期畢業。

## 生平
中央軍校高等教育班第三期、陸軍大學特別班第七期畢業。早年曾在孫傳芳部任連、營、團、旅長。北伐戰爭時在徐源泉部第四四師任團長，後任一三一旅旅長、第四四師步兵指揮官。1937年5月授少將銜，後任國民革命軍第二十六軍第四師師長。抗戰勝利後任淄博礦區警備總隊長。1948年9月整編第四五師恢復國民革命軍第九十六軍番號，于兆龍任軍長。1949年撤台後任澎湖中部防守區副司令官。1954年退役後任國防部計劃委員會委員，1963年12月病逝。